# Aili Ikonen
Aili Ikonen (* 20. Mai 1982 in Korpilahti, Finnland) ist eine finnische Jazzsängerin, Komponistin und Texterin. Sie tritt als Solistin mit ihrer eigenen Band und mit verschiedenen Orchestern und Ensembles auf. Seit 2018 gehört sie der Sängergruppe Rajaton an.

## Leben
Aili Ikonen stammt aus Korpilahti in Mittelfinnland. Im Alter von fünf Jahren begann sie, Geige zu spielen; in den letzten Schuljahren fand sie zu Jazz und zum Singen. Ab 1999 wirkte sie im Korpi Ensemble mit. 2004 schloss sie ihr Studium am Suomalainen konservatorio in Jyväskylä mit den Hauptfächern Pop- und Jazzgesang ab. 2014 machte sie ihren Magister an der Sibelius-Akademie in Helsinki mit den Hauptfächern Jazz und Volksmusik. 
2004 gewann sie mit der Gruppe Kvalda den Wettbewerb „Scandinavian Young Nordic Jazz Comets“ in Stockholm.
Ikonen trat mit dem UMO Helsinki Jazz Orchester, der Sinfonia Lahti, der Norrbotten Big Band und dem Philharmonischen Orchester Tampere auf.
Seit 2004 wirkte Ikonen bei zahlreichen Aufnahmen mit und trat 2009 in einer Hauptrolle in der Virtualoper Lovers of Mankind auf, die Jazz mit moderner Kunstmusik verbindet. 2012 und 2013 übernahm sie die Hauptrolle im Musical Kristina från Duvemåla im Svenska teatern in Helsinki.
2017 trat sie in der Fernsehserie Tähdet, tähdet in der zweiten Folge der vierten Staffel mit dem Titel Rakkauslaulut als sie selbst auf. 2022 hatte sie einen Auftritt in der Sondersendung Kauneimmat joululaulut 50 vuotta. Für die Fernsehserie Nallen talvi mit 15 Folgen wirkte Ikonen in den Jahren 2018/2019 als Sängerin bei der musikalischen Gestaltung mit. Ebenfalls als Musikerin wirkte sie an dem Kurzfilm Birds in the earth mit.

## Diskographie
- Kvalda (CD, 2004), 8 Titel, Jazz, Aili Ikonen als Sängerin[9] sowie von zwei Titeln Komponistin und Texterin
- Korpi Ensemble: Puu (2004 Texicalli Records), 11 Titel, Genres: Electronic, Jazz, Folk, World und County[10]
- Hereä (Plastinka Records 2007) Folk, 11 Titel
- Kvalda: Leia (2007 Texicalli Records) Jazz, 9 Titel
- Korpi Ensemble: Trails (2007 Jupiter), 11 Titel, Genres: Electronic, Folk, World, Country und Jazz[11]
- Korpi Ensemble: For a New Day (Texicalli Records 2010), 11 Titel, Genres: Electronic, Folk, World, Country und Jazz[12]
- Kvalda: Blindfold (Kuu Records 2011)
- Herd & Aili Ikonen: Jazzbasili (Majava Music 2013). Aili Ikonen ist die Sängerin und hat drei Titel arrangiert[13].
- Silence Into The Woodland (2013)
- Aili Ikonen & Tribute to Ella (Fredriksson Music 2013)
- Jazz from Finnland 2014 – 2015 (Music Finland, 2014), 17 Titel, Jazz, Acro Iris mit Aili Ikonen als Sängerin[14]
- Jussi Lampela Nonet – Live at Kanneltalo (Jussi Lampela Nonet 2018) 10 Titel, Cool Jazz, Aili Ikonen als Sängerin bei Aamiulla und Consider me gone[15]
- Aili Ikonen & Jukka Perko Avara: Laulu Keskeneräinen (Levypallo Oy 2019)
- Rajaton: Ja niin on taasen joulu (2019), 15 Titel, Klassik, Pop, Aili Ikonen als Sopran[16]
- Hereä: Veden värit (Groovy Records 2016) 11 Titel, Mitwirkende  Aili Ikonen (vocals, fiddle), Milla Viljamaa (piano), Vesa Norilo (cello, Irish flute), Sara Puljula (percussion)[17]
- Aili Ikonen & Oulu Sinfonia & Romon Gamba: Valo (Laulan Music 2024) 11 Titel, davon 9 komponiert und getextet von Aili Ikonen, sie ist auch Sängerin[18]

### Soloalben
- Laulan (Groovy Records 2016)[19]
- Piirrä minut (Groovy Records 2017)
- Suru ei oo suora viiva (Groovy Records 2020)
- Helposti palavaa (Laulan Music 2023)